# Fernando (football, 1974)
Pour les articles homonymes, voir Fernando.
Fernando Rech, plus communément appelé Fernando, est un footballeur brésilien né le 13 mars 1974 à Caxias do Sul.